# Spešov
Spešov (en allemand : Speschow) est une commune du district de Blansko, dans la région de Moravie-du-Sud, en République tchèque. Sa population s'élevait à 642 habitants en 2020.

## Géographie
Spešov se trouve à 4 km au nord-nord-ouest de Blansko, à 23 km au nord de Brno et à 175 km à l'est-sud-est de Prague.
La commune est limitée par Rájec-Jestřebí au nord et au nord-est, par Ráječko à l'est, par Blansko au sud, et par Černá Hora à l'ouest.

## Histoire
La première mention écrite de la localité date de 1373.